# Cantieri navali Tosi di Taranto
Les Cantieri navali Tosi di Taranto (chantiers navals Tosi de Tarente) étaient une entreprise italienne de construction navale et ont été fondés en 1914 à Tarente par la société d'ingénierie Franco Tosi Meccanica de Legnano, une ville lombarde de la métropole milanaise, qui avait été créée en novembre 1881 par Franco Tosi, un jeune ingénieur héritier d'une riche famille de propriétaires terriens originaires de Busto Arsizio. Après plusieurs changements de propriétaire, ils ont fermé leurs portes en 1990.

## Histoire
Les chantiers navals Tosi ont été au cours du XXe siècle une importante société industrielle à Tarente, implantée vers la fin de 1914, lorsque, à la veille de la première Guerre mondiale, la société d'ingénierie Franco Tosi Meccanica de Legnano, une ville lombarde de la métropole milanaise, spécialisée dans la production d'équipements moteurs, de chaudières, de turbines, a commencé à implanter les usines de construction navale sur la rive Nord du premier sein de la Mar Piccolo (Tarente), les travaux de construction ont été confiés à la société de construction A. Brambilla, déjà à la fin du XIXe siècle une entreprise leader dans la construction de grands ouvrages et dans le domaine de l'architecture industrielle.
Dans la période de l'entre-deux-guerres, le chantier naval a reçu de nombreuses commandes de la Regia Marina, spécialisée principalement dans la construction de sous-marins, dont certains ont également été construits pour des marines étrangères, intensifiant leur activité dans la période immédiatement avant la Seconde Guerre mondiale.
En 1947, les "Cantieri Tosi" deviennent les "Cantieri Navali di Taranto". Dans l'après-guerre, une gestion inefficace des processus de reconversion industrielle a fait traverser au chantier naval une longue crise qui, à la fin des années 1950, a vu la situation économique et financière se dégrader, ce qui a entraîné en 1958 la demande de mise en redressement judiciaire par les actionnaires de l'entreprise.
Les chantiers navals étaient l'une des plus grandes entreprises industrielles du Sud de l'Italie et avaient une importance majeure dans l'économie de la ville des Pouilles. Des pressions sociales et politiques ont conduit à leur acquisition par l'IRI (Istituto per la Ricostruzione Industriale) et leur rachat a été l'un des premiers par la nouvelle société financière Fincantieri, une société financière d'État fondée le 29 décembre 1959, par laquelle l'État a pris le contrôle de presque tous les grands groupes de construction navale de l'époque : CRDA, OTO et Ansaldo.
Le 15 mars 1960, les Cantieri Navali Tosi cesse ses activités et la "Società Officine di Costruzioni e Riparazioni Navali di Taranto" reprend l'usine.
En 1975, la dernière construction navale a été lancée depuis le port d'escale. Il s'agissait de la "chaussure" gauche (celle de droite a été construite à Trieste) d'un navire de pose de canalisations de Saipem, le "Castoro 6". La particularité de la construction était qu'il s'agissait d'une coque qui devait travailler à demi-submergé car, à travers les colonnes de support, elle devait soutenir le "Pont" sur lequel l'assemblage et la soudure des pipelines à déposer sur le fond marin seraient effectués. La coque construite à Tarente, a été envoyée à Trieste à l'Arsenale Triestino San Marco (Arsenal Triestino San Marco), où le travail d'assemblage a été complété avec la coque droite et le pont. 
En 1978, les ouvriers des chantiers navals de Tarente se sont engagés dans la construction d'une plate-forme de recherche pétrolière (plate-forme de forage "Beta"). Cette plate-forme (Jacket and Deck) était destinée à une zone maritime appelée "Prinos Field" près de la Grèce. Les normes de qualité étaient très élevées, tant pour l'assemblage des différentes pièces que pour le contrôle des soudures. En fait, tous les soudeurs des chantiers navals avaient obtenu les brevets nécessaires et exigés par les inspecteurs américains, démontrant ainsi une grande polyvalence professionnelle découlant du passage de réparateurs de navires à fabricants de plateformes d'exploration pétrolière.
En 1981, la  Società Esercizio Bacini S.p.A. de Naples a fusionné avec les usines de Taranto S.p.A. et, à la suite de la fusion des deux sites, la nouvelle société est devenue la Società Esercizio Bacini Meridionali S.p.A. (SEBM) en 1982.
En 1983 et précisément à la fin du mois d'octobre, les travaux ont commencé pour allonger le porte-conteneurs Ro-ro avec 5 ponts d'arrimage de conteneurs, le "Commander Revello" qui, après être entré dans le dock 2 (à Tarente il y avait deux cales sèches flottantes), a été coupé transversalement à la hauteur du coffrage de poupe, après quoi les compartiments ont été rendus étanches, la proue a été enlevée et après que le tronc de 33 mètres soit entré dans le dock, la proue a été rétractée. Les travaux d'allongement durèrent tout le mois de novembre 1983 et le navire reprit la mer le 3 décembre 1983, en passant par le chenal navigable à 14h45.
En 1984, la SEBM a été entièrement intégrée au groupe Fincantieri qui, en tant que holding financière, a repris directement les activités opérationnelles des sociétés qu'elle contrôlait auparavant.
Les chantiers navals de Tarente ont définitivement cessé leurs activités le 31 décembre 1990.
Le chantier naval de Tarente a été acquis en 2006 par Nigro srl, son administrateur était l'entrepreneur M. Nigro Michele. Le chantier naval est encore aujourd'hui la propriété exclusive de Nigro srl, fondée en 1999 et opérant dans le secteur de l'ingénierie, fournisseur officiel du groupe Riva SpA.

## Navires construits
Certains des navires construits dans ce chantier naval sont énumérés ci-dessous.

### Sous-marins
Pour la Regia Marina
- Classe N : 2 des 6 unités, construit en 1917-19
- Classe Mameli : 4 unités, construit en 1926–28
- Classe Bragadin : 2 unités, construit en 1929–30
- Classe Settembrini : 2 unités, construit en 1930–31
- Classe Argonauta : 2 des 7 unités, construit en 1931–32
- Classe Sirena : 2 des 12 unités, construit en 1933
- Classe Archimede : 4 unités, construit en 1933–34
- Classe Micca : 1 unité, construit en 1935
- Classe Adua : 4 des 17 unités, construit en 1936–38
- Classe Foca : 3 unités, construit en 1937–38
- Classe Brin : 5 unités, construit en 1938–39
- Classe Liuzzi : 4 unités, construit en 1939–40
- Classe Accaiao : 3 des 13 unités, construit en 1941–42
- Classe Romolo : 2 des 12 unités, construit en 1943
- Classe Flutto (Type I): 2 unités,construit en 1943

Pour la Marina militare
- Pietro Calvi (1959)

Pour d'autres marines étrangères
- Santa Fe (1931) - Marine argentine
- Santiago del Estero (1932) - Marine argentine
- Salta (1932) - Marine argentine

### Navires de guerre
- Tarantola (1942) - transport de munitions, Regia Marina
- Canopo D-570 (1955) - frégate, Marina Militare
- Cigno D-572 (1955) - frégate, Marina Militare
- Castore D-573 (1955) - frégate, Marina Militare
- Trifoglio M 5541 (1955) - dragueur de mines, Marina Militare

### Autres navires
- Principessa Giovanna (1923) - navire à passagers, plus tard converti en navire hôpital
- Epomeo (1929) - navire à passagers, plus tard converti en croiseur auxiliaire
- Lago Zuai (1939) - cargo,  plus tard converti en croiseur auxiliaire
- Sestriere (1943) - navire à passagers[3]
- Sises  (1948) - navire à passagers[3]